# Hyllinge (Zweden)
Hyllinge is een plaats in de gemeente Åstorp in het Zweedse landschap Skåne en de provincie Skåne län. De plaats heeft 2002 inwoners en een oppervlakte van 160 hectare.
Hyllinge wordt vrijwel geheel omringd door landbouwgrond (voornamelijk akkers). In het zuidoosten grenst Hyllinge direct aan de golfbaan Lydinge GK, ook ligt het winkelcentrum Familia köpcentrum in Hyllinge. In de plaats ligt de kerk Hyllinge småkyrka, deze kerk is niet erg oud en werd gebouwd aan het begin van de jaren 80 van de 21e eeuw en werd geopend op 1 november 1981.
Hyllinge heeft vanaf 1890 een kolenmijn. In 1920 produceerde deze mijn 61000 ton steenkool.
In 1918 werd het eerste geval van de Spaanse griep in Zweden in deze plaats ontdekt.

## Verkeer en vervoer
Bij de plaats lopen de E4, Länsväg 107 en Länsväg 110.
Åstorp · Hyllinge · Kvidinge